# IOS (Apple)
 For alternative betydninger, se IOS. (Se også artikler, som begynder med IOS)
iOS (tidligere iPhone OS) er et styresystem udviklet af Apple Inc. til iPhone, iPod Touch, iPad og 2. generation af Apple TV.
Dette operativsystem har ikke haft et officielt navn indtil udgivelsen af den første betaversion af iPhone SDK den 6. marts 2008. Inden da har Apple fortalt, at iPhone bruger OS X, som har en forbindelse til Apples styresystem, Mac OS X, der bruges på deres computere. Efter lanceringen af iPad og præsentationen af iPhone 4 har Apple ændret navnet fra iPhone OS til iOS.
Pr. oktober 2013 er der over 1 million applikationer til iOS, og der er blevet foretaget mere end 60 milliarder downloads fra App Store.

## iOS 14.0
iOS 14.0 blev udgivet i september 2020. Facebooks Mark Zuckerberg angriber Apples IOS 14, da det styresystem kræver at brugerne giver deres eksplicitte samtykke til App-tracking. Det kan hindre Facebooks hidtidige omfattende Smartphone brugertracking, da brugerne nu får muligheden for at slå det fra.

## iOS 9.0
iOS 9.0 blev udgivet i september 2015.
Læs mere på linket.

## iOS 8.0
iOS 8 blev udgivet i september 2014.
De vigtigste ændringer fra forrige version er følgende: 
- Støtte for tredjepartstastatur
- Handoff og Continuity
- Flere apps inkluderet: Tips, podcaster, iBooks og Health
- Støtte for iPhone 6 og iPhone 6 Plus
- Nye udviklerværktøj
- Tidsforløb og selvudløser i kamera-appen
- Oprydning i varselscenteret
- Familiedeling
- iCloud Drive

Med IOS version 8.4 kom der en dansk version af Siri.

## iOS 7.0
Den 18. september 2013 kom Apple med iOS 7 til iPhone, iPad og iPod. 
Designmæssigt trak iOS 7 store overskrifter, da Apple gik væk fra den tidligere direktør og nu afdøde Steve Jobs’ visioner for, hvordan ikoner skal designes. Med iOS 7 var det chefdesigner Sir Jonathan Ives, der bestemte designet. 
Ives gik væk fra det skeuomorphism-designet, hvor ikonerne er inspireret af virkeligheden som boghylder i træ eller notesblokke med papir.
iOS 7 har et mere fladt design og Apple fjernede også den farvede del i top og bund af egne apps – det giver en følelse af, at skærmen er større.
Blandt nyhederne i iOS 7 er let adgang til mest brugte funktioner. 
Apple kun få dage efter lanceringen af iOS 7 fortælle, at iOS 7 blev hentet ned til 200 millioner enheder i løbet af de første 5 dage.
iOS 7 fungerer med iPhone 4 og frem, iPad 2 og frem, iPad mini og iPod Touch fra og med 5. generation.

## iOS 6.0
Den 19. september 2012 kom Apple med iOS 6 til iPhone og iPad. 
iOS 6 var forbeholdt iPhone 3Gs, iPhone 4, iPhone 4s, iPad 2, den nye iPad samt iPod touch (4. generation). Den største nyhed i iOS 6 var, at Apple droppede Google Maps til fordel for sin egen Apple Maps med fuld navigation. Apple Maps fik voldsom kritik i begyndelsen, da bynavne, interessesteder (POI) og rute var fejlbebehæftede. Det blev der rettet op på i kommende opdateringer.
En anden vigtig funktion, der kom med iOS 6, var Passbook-appen. Den er tænkt som stedet, hvor man samler alle sine billetter, boardingbilletter, koncertbilletter, værdikuponer og så videre. 
Passport påkaldte sig store forventninger, men den har ikke helt få den ventede succes. 

## iOS 5.0
Den 12. oktober 2011 annoncerede Apple version 5 af iOS, der udkommer i efteråret 2011 til iPhone og iPad. Blandt nyhederne er stemmestyring med Siri, der kan bruges til at spørge om kommende aftaler i kalenderen, hvad klokken er, hvor lang tid det tager at komme fra A til B og så videre. Med iOS 5 kommer også Notifikationscenter, hvor man kan se seneste beskeder og kalendernotificeringer. Apple introducerer også iMessage, der kan bruges til at sende beskeder til andre iOS-brugere gratis. Den vigtigste nyhed med iOS 5 var iCloud, der er Apples egen cloud-løsning, hvor man kan gemme billeder, dokumenter og musik i skyen. 

## iOS 4.0
Den 8. april 2010 annoncerede Apple version 4 af iOS, der udkommer i sommeren 2010 til iPhone, og til efteråret 2010 til iPad. Blandt andet bliver det muligt at køre flere programmer på en gang, sortere programmer på hjemmeskærmen, og bruge iBooks, som før kun var tilgængelig for iPad. Muligheden for at køre flere programmer på en gang er dog forbeholdt iPhone 3GS, 3. generations iPod Touch samt iPhone 4. 

## Applikationer
iPhone OS version 3.0 indeholder følgende applikationer:
- Beskeder (SMS og MMS)

Ikke tilgængelig for iPod Touch
- Telefon

Ikke tilgængelig for iPod Touch
- Kalender
- Fotofremviser
- Kamera

Ikke tilgængelig for iPod Touch (undtaget 4. Generation)
- Program til at se Youtube videoer med
- Aktiekurser
- Google Maps
- Vejrudsigt
- Verdensur inkl. stopur, alarm, nedtælling
- Lommeregner
- Noter
- Safari
- Mail
- Memoer
- iTunes-butik
- AppStore
- Kompas

Kun tilgængelig for iPhone 3GS og derover
- Stemmekontrol

Kun tilgængelig for iPhone 3GS og derover

## Jailbreak
Jailbreaking er en metode hvorved man fjerner begrænsninger i iOS. Det kan fx være begrænsninger der gør at man ikke kan købe apps (programmer) andre steder end via Apples App Store. Jailbreaking findes til iPad, iPhone, iPod og Apple TV. I USA er det lovligt at foretage jailbreaking. Apple har forsøgt at forhindre det men uden held. Ifølge Apple kan man miste garantien på sit udstyr hvis man har jailbreaket det. I Danmark har man 2 års reklamationsret på hardwaren uanset om man har ændret i softwaren. Man kan via iTunes tage sikkerhedskopi af alt på sin ipad/iphone inden man jailbreaker så man bagefter altid kan rulle alle ændringer tilbage.
I Danmark er det lovligt at jailbreake (men ikke lovligt at downloade piratkopierede apps), hvis telefonen går i stå er det dog ikke indbefattet af reklamationsretten. 
De fleste jailbreak installerer programmet Cydia, som gør det muligt at hente tweaks og temaer (via såkaldte repos), der ikke er godkendt af Apple Inc.